# 12 Herculis
12 Herculis är en orange stjärna i Herkules stjärnbild.
Stjärnan har visuell magnitud +6,58 och kräver fältkikare för att kunna observeras. Den befinner sig på ett avstånd av ungefär 765 ljusår.